# Alexander Martínez
 (août 2024).
Si vous disposez d'ouvrages ou d'articles de référence ou si vous connaissez des sites web de qualité traitant du thème abordé ici, merci de compléter l'article en donnant les références utiles à sa vérifiabilité et en les liant à la section « Notes et références ».
Pour les articles homonymes, voir Martínez.
Alexander Martínez Aimes (né le 23 août 1977 sur l'île de la Jeunesse) est un athlète suisse, d'origine cubaine, spécialiste du triple saut. Il mesure 1,81 m pour 81 kg et son club est le LC Zurich. Il a changé de nationalité en 2006.

## Meilleures performances
- Longueur : 7,60 m (-1,5 m/s) 	1 	Berne	17 Sep 2005
- Triple saut : 16 compétitions au-dessus de 17 m
  - record : 17,51 m (+1,4) 	1 		Berne	23 Jul 2005
  - en salle : 17,13 m	 	1 		Turin	26 Jan 2002

- Finaliste des Championnats du monde à Osaka